# Débora Olivieri
Débora Ida Szafran mais conhecida como Débora Olivieri, (São Paulo, 17 de janeiro de 1958) é uma atriz brasileira, filha do também ator Felipe Wagner e sobrinha da atriz Ida Gomes.

## Vida pessoal
A atriz é filha do também ator Felipe Wagner, falecido em 2013, e sobrinha da atriz Ida Gomes, falecida em 2009. Antes de se tornar atriz, Débora trabalhou como gerente de uma boutique e tesoureira de banco.
Débora é casada com o holandês Ruud Dankers, o qual conheceu em aplicativo de relacionamento em 2014, oficializando a união em 2017, quando a atriz trabalhava na novela Novo Mundo. Débora tem duas filhas, Júlia e Fernanda, frutos de um casamento anterior.

## Filmografia

### Televisão
| Ano       | Trabalho/Obra                | Papel                            | Notas                                          |
| --------- | ---------------------------- | -------------------------------- | ---------------------------------------------- |
| 1985      | Os Trapalhões                | Vários personagens               |                                                |
| 1985      | Ti Ti Ti                     | Cliente de Jacques Leclair       |                                                |
| 1989      | Sampa                        | mulher entre o povo de são paulo | Figuração                                      |
| 1990      | Rá-Tim-Bum                   | Professora                       | Senta que lá vem a história: "A Surpresa"      |
| 1991      | Mundo da Lua                 | Prof. Darlene                    | Episódio: "Viagem à Lua"                       |
| 1994      | Telecurso 2000               | Vários personagens               |                                                |
| 1996      | Antônio Alves, Taxista       | Carla                            |                                                |
| 1997–99   | Chiquititas                  | Carmem Almeida Campos            | Temporadas 1–3                                 |
| 1999      | Terra Nostra                 | Inês Spezzato                    |                                                |
| 2000      | Aquarela do Brasil           | Matilde                          |                                                |
| 2001      | Presença de Anita            | Paula                            |                                                |
| 2001      | Os Normais                   | Andreia                          | Episódio: "Fazer as Pazes É Normal"            |
| 2002      | Desejos de Mulher            | Fanny                            |                                                |
| 2003      | Carga Pesada                 | Vilma                            | Episódio: "O Passado me Condena"               |
| 2004      | A Diarista                   | Silvia                           | Episódio: "Aquele do Dia da Fúria"             |
| 2004      | A Diarista                   | Helga                            | Episódio: "O Spa"                              |
| 2004      | Como uma Onda                | Ana Amélia Lopes                 |                                                |
| 2005      | Mad Maria                    | Harriet                          |                                                |
| 2005      | A Lua Me Disse               | Janete                           | Episódios: "2–20 de agosto"                    |
| 2005      | A Diarista                   | Dona de salão                    | Episódio: Nete Vira Estrela de Televisão       |
| 2006      | Floribella                   | Ana de Alicante                  |                                                |
| 2006      | O Profeta                    | Julieta                          | Participação                                   |
| 2007      | Duas Caras                   | Adelaide                         |                                                |
| 2007      | Mandrake                     | Elvira                           | Episódio: "João Santos"                        |
| 2008      | Toma Lá, Dá Cá               | Evangelina Durêia                | Episódio "O Vestido que a Lady Deu"            |
| 2008      | Negócio da China             | Aldira                           |                                                |
| 2010      | Cama de Gato                 | Juíza                            | Episódios: "25 de janeiro–2 de fevereiro"      |
| 2010      | Na Forma da Lei              | Juíza Helena Santamarina         | Episódio: "De Baixo da Pele"                   |
| 2010      | A Vida Alheia                | Condessa Helene                  | Participação                                   |
| 2010      | Ti Ti Ti                     | Irmã Martírio                    | Participação                                   |
| 2012      | Louco por Elas               | Eleonora                         | Episódio: "03 de abril"                        |
| 2012      | Guerra dos Sexos             | Semíramis da Silva               |                                                |
| 2014      | Pé na Cova                   | Elizinha/ Jurema                 | Episódio: "O Que Você Vai Ser Quando Crescer?" |
| 2014      | As Canalhas                  | Tânia                            | Episódio: "Luciene, a Babá de Confiança"       |
| 2014      | Alto Astral                  | Meire Rosas                      |                                                |
| 2016      | Êta Mundo Bom!               | Ana Maria Lima                   |                                                |
| 2017      | Novo Mundo                   | Carlota Joaquina de Bourbon      | Episódios: "31 de março–2 de maio"             |
| 2018      | Deus Salve o Rei             | Constância Giordano              |                                                |
| 2020-2021 | Salve-se Quem Puder          | Graziela Máximo                  |                                                |
| 2022      | O Coro: Sucesso, Aqui Vou Eu | Isabela Labbra                   | Episódio: "Você Sabe o que é ter um Amor?"     |
| 2023      | How To Be a Carioca          | Batsheva                         | Episódio: "Israel"                             |
| 2024      | Cilada                       | Ana Clara                        | Episódio: "Família"                            |
| 2024      | Geração Chiquititas          | Ela mesma                        | Especial de fim de ano                         |

### Cinema
| Ano  | Título                                       | Personagem           | Notas          |
| ---- | -------------------------------------------- | -------------------- | -------------- |
| 1991 | Não Quero Falar sobre Isso Agora             | Professora de inglês |                |
| 1992 | Jogo da Memória                              | —                    | Curta-metragem |
| 1993 | Nocaute                                      | —                    | Curta-metragem |
| 1994 | Almoço de Domingo                            | —                    | Curta-metragem |
| 1994 | O Efeito Ilha                                | Pessoa da ABRAT      |                |
| 1995 | Ao vivo e a cores, sangue na tv              | Jornalista           | Curta-metragem |
| 1995 | Doente Do Pulmão                             | —                    | Curta-metragem |
| 1995 | Os Ursos                                     | Mãe                  | Curta-metragem |
| 1996 | Super Colosso                                | Dona Joia Furtado    |                |
| 1996 | Meninos de Deus                              | —                    | Curta-metragem |
| 2001 | Copacabana                                   | Fanny - jovem        |                |
| 2001 | Desmundo                                     | Maria                |                |
| 2007 | O amor do outro lado do mundo                | —                    | Curta-metragem |
| 2009 | Destino                                      | Giselle              |                |
| 2010 | High School Musical: O Desafio               | Professora Márcia    |                |
| 2013 | Educação Sentimental                         | Áurea                |                |
| 2014 | Banho Maria                                  | Maria                | Curta-metragem |
| 2014 | Isolados                                     | Suzana               |                |
| 2015 | O Vendedor de Passados                       | Sônia                |                |
| 2015 | Ninguém Ama Ninguém... Por Mais de Dois Anos | Mãe de Jandira       |                |
| 2015 | Ponto Final                                  | Leonor               | Curta-metragem |
| 2023 | Leme do Destino                              | Senhora              |                |

## Teatro
| Ano       | Título                                 | Personagem     |
| --------- | -------------------------------------- | -------------- |
| 1986      | Morangos e Lunetas                     | —              |
| 1998      | Chiquitour - 98 (Chiquititas - O Show) | Carmem (Bruxa) |
| 2009-2010 | O Despertar da Primavera               | —              |
| 2010      | O Diário de Anne Frank                 | Sra. Van Daan  |
| 2011      | Rosa                                   | Rosa           |
| 2024-2025 | Duas Irmãs & um Casamento              | Rosa           |

## Prêmios e Indicações
| Ano  | Premiação                                             | Categoria                       | Nomeação           | Resultado | Ref    |
| ---- | ----------------------------------------------------- | ------------------------------- | ------------------ | --------- | ------ |
| 1986 | Prêmio Mambembe                                       | Melhor Atriz em Teatro Infantil | Morangos e Lunetas | Venceu    |        |
| 1986 | Prêmio Governador do Estado de São Paulo              | Melhor Atriz                    | Morangos e Lunetas | Venceu    |        |
| 1986 | Troféu Associação Paulista de Críticos de Arte (APCA) | Melhor Atriz em Teatro          | Morangos e Lunetas | Venceu    |        |
| 2011 | Prêmio APTR de Teatro                                 | Melhor Atriz                    | Rosa               | Indicada  | [ 10 ] |
| 2011 | Prêmio Shell                                          | Melhor Atriz                    | Rosa               | Indicada  | [ 10 ] |
| 2019 | Prêmio The Winner Awards                              | Contribuição no Meio Artístico  | Homenagem          | Venceu    | [ 11 ] |